# Lommarp
Lommarp är en by i Vinslövs socken i Hässleholms kommun i Skåne län, belägen en kilometer väster om Vinslöv nära riksväg 21.

## Natur
Lommarp ligger i en dalgång som sluttar från Nävlinge ned mot Vinslöv. I dalgången rinner Vinnöån och ovanför Lommarp finns en större isälvsavlagring, bestående av kullar och fält. Området rymmer ett antal små vattenmöllor och både strömstare och forsärla häckar där. I Lommarp finns också ett vilthägn, och inne i det hägnet finns ett område med intressant fauna. Naturtypen kallas stäppartad torräng och är hotad. Där finns en speciell flora med bland annat hedblomster, sandnejlika, axveronika och backtimjan. Det finns också fjärilar, bland annat kovetenätfjärilen.

## Bebyggelse
I dag är byn i stort sett ihopbyggd med Vinslöv.